# Pyrgocythara caribaea
Pyrgocythara caribaea é uma espécie de gastrópode do gênero Pyrgocythara, pertencente a família Mangeliidae.